# 徳島県美容学校
専修学校徳島県美容学校（とくしまけんびようがっこう、英語：Tokushima Hair Design School）は、徳島県徳島市佐古二番町にある徳島県美容業生活衛生同業組合が運営する美容師養成の専修学校。

## 基礎データ
所在地
- 〒770-0022 徳島県徳島市佐古二番町3-5

最寄駅
- JR徳島線蔵本駅

## 沿革
- 1955年（昭和30年）9月23日 - 設置認可。
- 2010年（平成22年） - 徳島市南矢三町3丁目9番3号より徳島市佐古二番町3-5に校舎を移動。